# FatFs
FatFs es un módulo de sistema de archivos FAT/exFAT genérico para pequeños sistemas integrados, siendo desarrollado como un proyecto personal del autor, ChaN. Este módulo es un software gratuito abierto para educación, investigación y desarrollo.
Está escrito de acuerdo con ANSI C (C89) y completamente separado de la capa de E/S del disco. Por tanto, es independiente de la plataforma. Se puede incorporar en pequeños microcontroladores con recursos limitados, como 8051, PIC, AVR, ARM, Z80, RX, etc.

## Uso
Es usado por varias tarjetas de desarrollo como Arduino, STM32, entre otros.